# Gaviapasset
Gaviapasset er et højt bjergpas i Italien. Det er med 2.621 meter over havet det tredje højeste vejpas i Italien. Passets italienske betegnelse er Passo di Gavia. Det højeste vejpas i Italien er Stelviopasset. 
Passet ligger i Lombardiet og deler provinsen Sondrio mod nord og provinsen Brescia mod syd. Vejen over passet (SS 300) forbinder byen Bormio mod nordvest med byen Ponte di Legno mod syd. Passet forbinder dalene Valtellina med Valcamonica.
Bjergvejen er enkeltsporet vej mest på den sydlige del. Passet er vinterlukket fra oktober til maj.

## Galleri
- Gletsjereren Vedretta Della Sforzellina[11]
- Nordsiden
- Lago Nero[12]